# Muscle supinateur
Le muscle supinateur (ou muscle court supinateur) est un muscle de l'avant-bras. Il est situé dans le plan profond de la loge antébrachiale postérieure.
Il se divise en deux chefs : le chef huméral et le chef ulnaire.

## Origine

### Chef huméral du muscle supinateur
Le chef huméral du muscle supinateur se fixe sur la face antéro-latérale de l'épicondyle latéral de l'humérus, sur le ligament collatéral radial de l'articulation du coude.

### Chef ulnaire du muscle supinateur
Le chef ulnaire du muscle supinateur se fixe sur la crête du muscle supinateur de l'ulna.

## Trajet
Le chef huméral a la forme d'un triangle, les fibres inférieures sont horizontales et les fibres supérieures quasi verticales, elles contournent l'extrémité supérieure du radius en la recouvrant.
Le chef ulnaire est transversal juste en dedans des fibres horizontales du chef huméral.

## Terminaison
Les deux chefs après s'être enroulés autour de l'extrémité proximale du radius se termine sur le col et sur le bord antérieur du radius.

## Innervation
Le muscle supinateur est innervé par plusieurs rameaux issus du rameau profond du nerf radial.

## Action
Le muscle supinateur est un muscle purement supinateur, portant le pouce vers le dehors lors de la rotation de l'avant bras, coude fléchi.

## Galerie

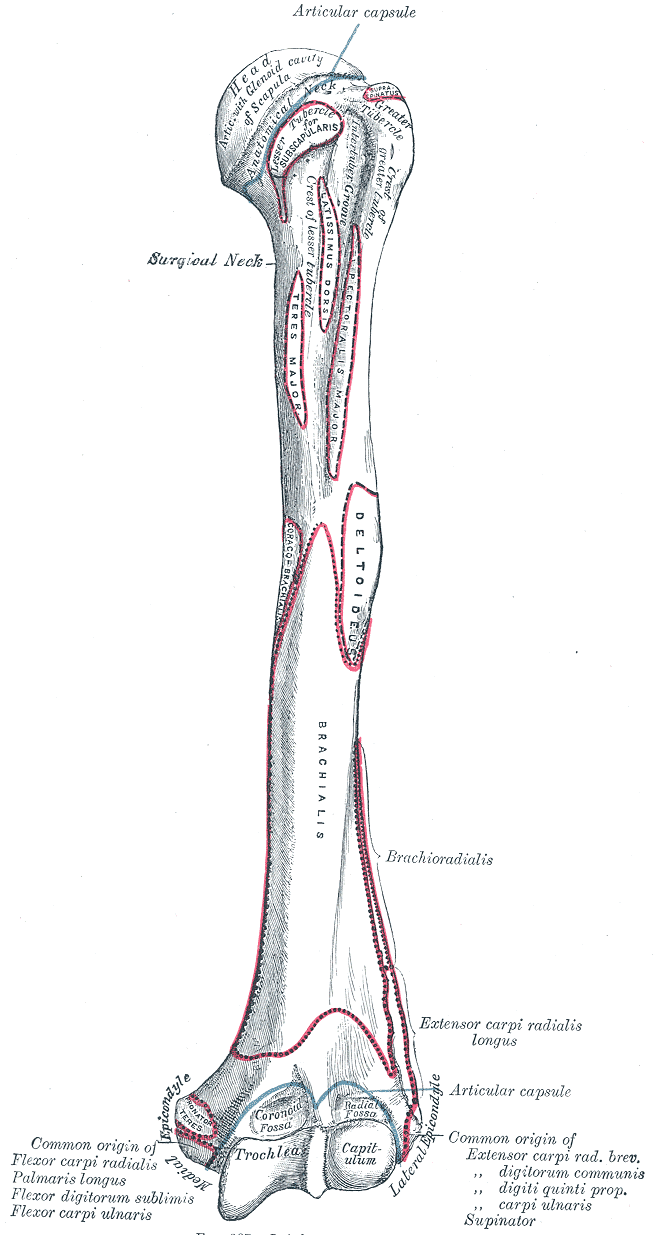
Insertion humérale du muscle supinateur (supinator)
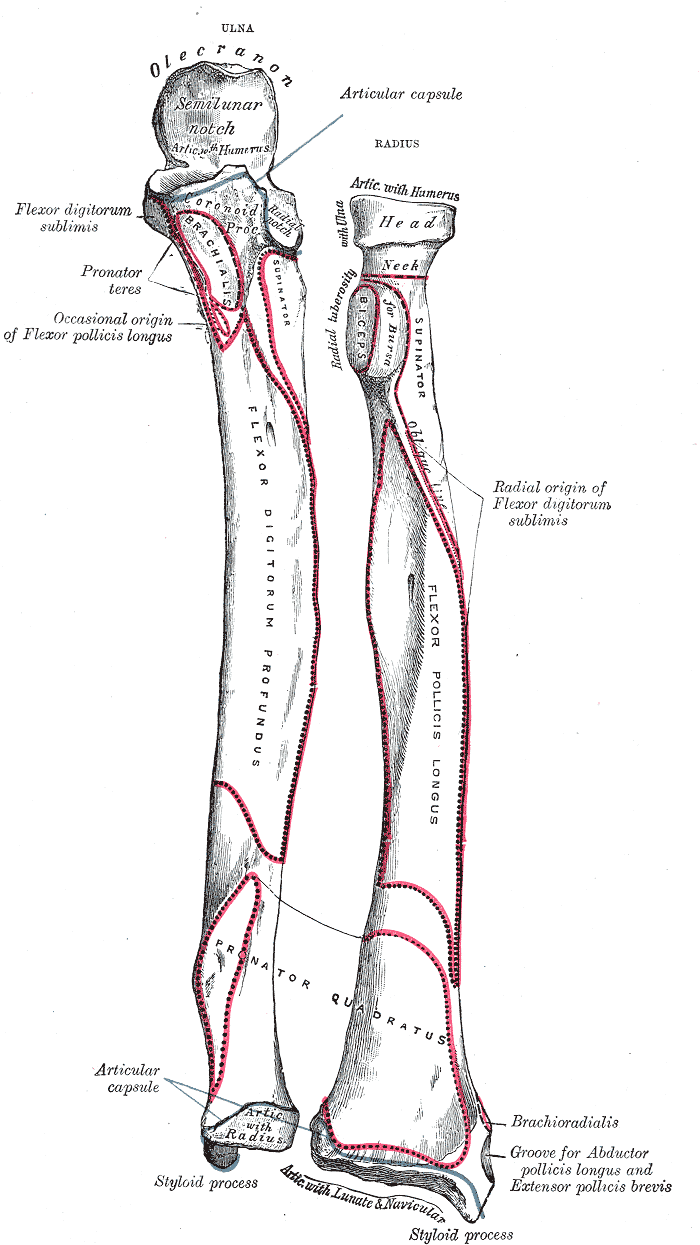
Insertions ulnaire et radiale du muscle supinateur (supinator)
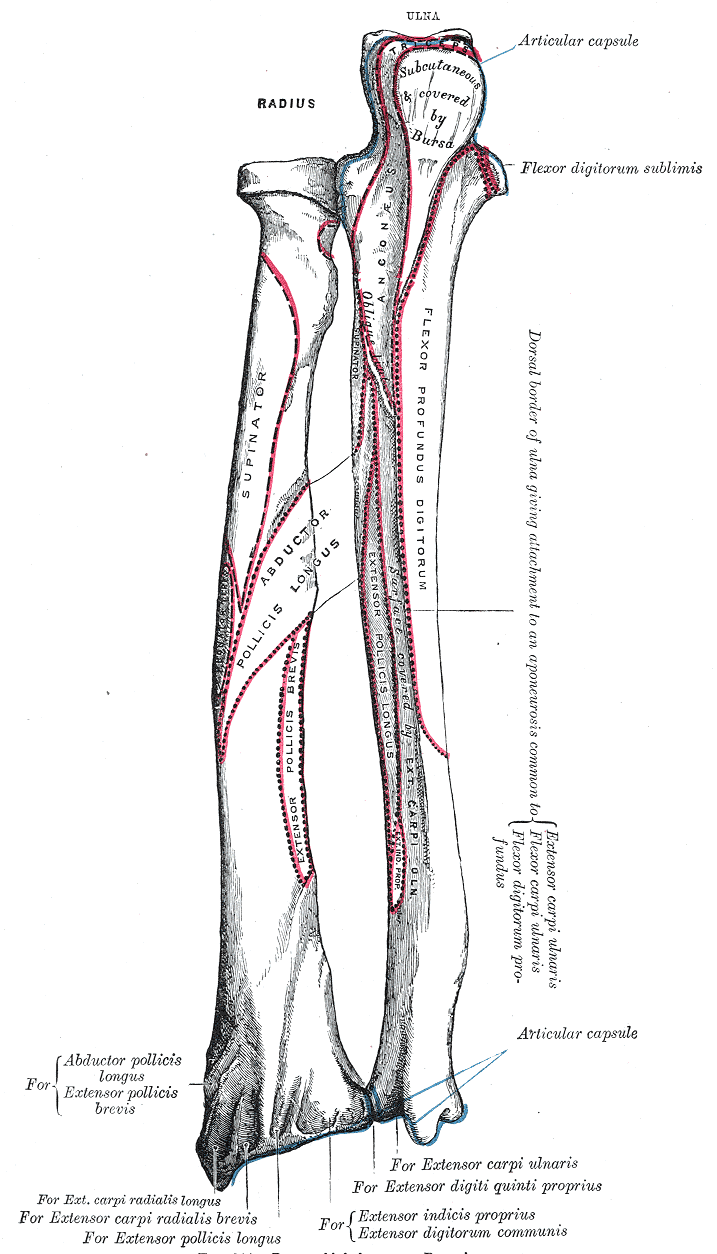
Insertions radiale du muscle supinateur (supinator)